# セブンス・サン 魔使いの弟子
『セブンス・サン 魔使いの弟子』（Seventh Son）は、2014年にアメリカ合衆国で製作されたアクションファンタジー映画。ジョゼフ・ディレイニーの小説『魔使いの弟子』を原作としており、監督をセルゲイ・ボドロフ、脚本をチャールズ・リーヴィットとスティーヴン・ナイトが務めた。出演はジェフ・ブリッジス、ベン・バーンズ、アリシア・ヴィキャンデル、ジュリアン・ムーア。
日本では劇場公開されずビデオスルーとなった。

## ストーリー
人間が魔物の恐怖に怯えていた18世紀の中世。復活した魔女マザー・マルキンを討伐するため、魔使いのマスター・グレゴリーは特殊な力を持つといわれるある一族の七番目の息子トムを弟子にし、共に世界を救う旅へと出発する。

## キャスト
※括弧内は日本語吹替
- マスター・グレゴリー - ジェフ・ブリッジス（菅生隆之）
- トム・ウォード - ベン・バーンズ（細谷佳正）
- マザー・マルキン - ジュリアン・ムーア（深見梨加）
- アリス - アリシア・ヴィキャンデル（川庄美雪）
- ボニー・リジー - アンチュ・トラウェ
- トムの母親 - オリヴィア・ウィリアムズ（五十嵐麗）
- タスク - ジョン・デサンティス（英語版）
- Mr.ブラッドリー - キット・ハリントン（花輪英司）
- ラドゥ - ジャイモン・フンスー
- ウラグ - ジェイソン・スコット・リー

## 評価
レビュー・アグリゲーターのRotten Tomatoesでは122件のレビューで支持率は12%、平均点は3.80/10となった。Metacriticでは32件のレビューを基に加重平均値が30/100となった。